# Солдырь
Со́лдырь — деревня в Глазовском районе Удмуртии, в составе Адамского сельского поселения.

## История
Впервые деревня упоминается в переписи 1615 года как удмуртский «погост на городище на Солдарском». Она располагалась рядом с запустевшим три века назад крупнейшим городищем Чепецкой археологической культуры — Солдырским I (Иднакар).
Удмуртское название деревни Иднакар переводится как «городище Идны (Игната)». С названием связан цикл топонимических легенд северных удмуртов.
В 1670 году на мирском сходе в деревне была составлена «одинашная запись», которую подписали более 250 удмуртов и бесермян Чепецкой доли Каринской волости. Речь в документе шла о взаимопомощи против злоупотреблений каринских татар, проникавших в органы крестьянского самоуправления.

## География
Деревня расположена на высоте 208 м над уровнем моря.
Улицы: Глазовская, Луговая, Майская, Первая, Подлесная, Пызепская, Северная, Третья, Труда, Центральная, Чепецкая, Школьная; переулки: Глазовский, Пызепский, Школьный.

## Население
| 2010 | 2012 | 2015 |
| ---- | ---- | ---- |
| 144  | ↗153 | ↗211 |

Численность постоянного населения деревни составляет 153 человека (2007).